# ProtonMail
Proton Mail은 스위스 제네바에서 2013년 설립된 종단간 암호화 이메일 서비스이다. Proton Mail은 Gmail과 같은 일반적인 메일 서비스와 달리 서버 전송 전 이메일 콘텐츠와 사용자 데이터 보호를 위해 클라이언트 측 암호화를 사용한다. 메일에 엑세스할 때는 웹메일 클라이언트, Tor 네트워크, 안드로이드 앱, iOS 앱을 사용할 수 있다.
Proton Mail은 스위스의 제네바에 위치한 Proton Technologies에서 운영한다. Proton Mail의 서버는 2개의 지역으로 나누어져 있으며 모두 미국과 유럽 연합의 영향권 안에 들지 않는 스위스에 위치하고 있다. 적은 기능으로 무료 버전을 제공하며 더 많은 기능이 필요한 경우 요금제를 업그레이드할 수 있다.

## 암호화
Proton Mail은 종단간 암호화의 조합을 사용하여 공개키 암호화와 대칭 암호화 프로토콜을 제공한다. 사용자가 Proton Mail 계정을 만들면 브라우저에서 공개 및 개인 RSA 키 쌍을 자동으로 생성한다.
- 공개 키는 사용자의 이메일 및 기타 사용자 데이터를 암호화하는 데 사용된다.
- 사용자의 데이터를 해독 할 수 있는 개인 키는 사용자의 사서함 암호를 사용하여 대칭으로 암호화된다.

계정 등록시 사용자는 계정에 대한 로그인 암호를 제공해야 한다. Proton Mail은 또한 사용자에게 "로그인 암호"와 "사서함 암호" 두 개의 암호 모드로 로그인할 수 있는 옵션을 제공한다.
- 로그인 암호는 인증에 사용된다.
- 사서함 암호는 수신된 이메일, 연락처 및 사용자 정보와 개인 암호화 키가 포함된 사용자의 사서함을 암호화한다.

로그인을 시도할 때 사용자는 두 암호를 모두 제공해야만 한다. 이것은 계정과 암호화된 사서함 및 개인 암호화 키에 액세스하기 위한 것이다. 암호 해독은 웹 브라우저 또는 앱 중 하나의 클라이언트 측에서 발생한다. 공개 키와 암호화된 개인 키는 모두 Proton Mail 서버에 저장된다. 따라서 Proton Mail은 복호 키를 암호화된 형태로만 저장하므로 Proton Mail 개발자는 사용자 이메일을 검색하거나 사용자 사서함 암호를 재설정할 수 없다.
Proton Mail은 HTTPS 및 TLS를 사용하여 사용자와 Proton Mail 서버 간의 모든 인터넷 트래픽을 암호화할 수 있다.

### 이메일 전송 중
한 Proton Mail 계정에서 다른 계정으로 전송된 이메일은 수신자의 공개 키로 자동 암호화된다. 일단 암호화되면 수신자의 개인 키로만 이메일을 해독할 수 있다. 받는 사람이 로그인하면 사서함 암호가 개인 키를 해독하고 받은 편지함의 잠금을 해제함으로써 이메일을 읽을 수 있다.

## 데이터 센터
Proton Mail은 제3자 사용을 피하기 위해 자체 서버 하드웨어와 네트워크를 유지하고 소유한다. 하나는 로잔에, 다른 하나는 아팅하우젠 (이전 K7 군용 벙커에서 1,000 미터 (3,300 피트) 이하의 화강암 암석)에 위치한다. 데이터 센터는 스위스에 있기 때문에 합법적으로 미국 및 EU 관할권 밖에 있다. 스위스 법에 따라 외국의 모든 감시 요청은 스위스 법원을 거쳐야하며 국제 조약의 적용을 받는다. 예비 감시 대상은 즉시 통보되며 법원에서 요청에 대해 항소할 수 있다.

## 2단계 인증
Proton Mail은 TOTP (시간 기반 일회용 비밀번호)를 통한 2단계 인증을 지원한다.